# Amsacta lineola
Amsacta lineola är en fjärilsart som beskrevs av Fabricius 1793. Amsacta lineola ingår i släktet Amsacta och familjen björnspinnare. Inga underarter finns listade i Catalogue of Life.